# Eugenio Figueredo
Eugenio Figueredo, född 10 mars 1932 Santa Lucía, Uruguay,  är en uruguayansk fotbollsfunktionär. Han var 1997–2006 president för Uruguays fotbollsförbund (Asociación Uruguaya de Fútbol) och 1993–2013 var han vice president för CONMEBOL. I april 2013 övertog han presidentposten efter Nicolás Leoz och var 2014–2015 vicepresident i internationella fotbollsförbundet Fifa. 
Schweiz beslutade 2015 att utlämna Figueredo till USA, där han är anklagad för att vara inblandad i mutskandalen kring Fifa och dessutom för att falskeligen ha fått amerikanskt medborgarskap.